# Локдаун (фильм)
«Локдаун» (англ. Locked Down) — британская романтическая комедия об ограблении, снятая Дагом Лайманом по сценарию Стивена Найта. Релиз фильма состоялся 14 января 2021 года на потоковом сервисе HBO Max.

## Сюжет
Ссорящаяся пара заключила мир, чтобы воспользоваться пандемией COVID-19 и совершить кражу ювелирных изделий в универмаге Harrods. Линда узнаёт, что в хранилище Harrods находится бриллиант стоимостью 3 миллиона фунтов стерлингов, который был продан анонимному покупателю, и в магазине хранится дубликат на его месте. Она и Пакстон соглашаются забрать себе настоящий бриллиант и отправить фальшивый покупателю в Нью-Йорке, разделив куш между собой и Национальной службой здравоохранения.
Пакстон и Линда, которые изначально планировали пойти разными путями, решают пересмотреть свои отношения. Локдаун же продлён на две недели.

## В ролях
- Энн Хэтэуэй — Линда
- Чиветел Эджиофор — Пакстон
- Стивен Мерчант — Майкл Морган, руководитель службы безопасности Harrods
- Минди Калинг —  Кейт
- Люси Бойнтон — Шарлотта
- Дьюли Хилл — Дэвид
- Джазмин Саймон —  Мария
- Бен Стиллер — Гай, босс Линды
- Бен Кингсли — Малкольм, босс Пакстона
- Марк Гэтисс — Дональд

## Производство
Фильм был анонсирован в сентябре 2020 года, Даг Лайман был назначен режиссёром, а Стивен Найт написал сценарий. В главной роли Энн Хэтэуэй, съемки начались в сентябре, в Лондоне, вместе с актёрами Чиветель Эджиофором, Беном Стиллером, Лили Джеймс, Стивеном Мерчантом и Марком Гэтиссом. В октябре 2020 года Минди Калинг, Бен Кингсли и Люси Бойнтон присоединились к актёрскому составу фильма, а Люси Бойнтон заменила Лили Джеймс. В декабре 2020 года WarnerMedia объявила, что фильм, получивший новое название «Локдаун», выйдет в январе 2021 года.